# Případ Olšanské hřbitovy

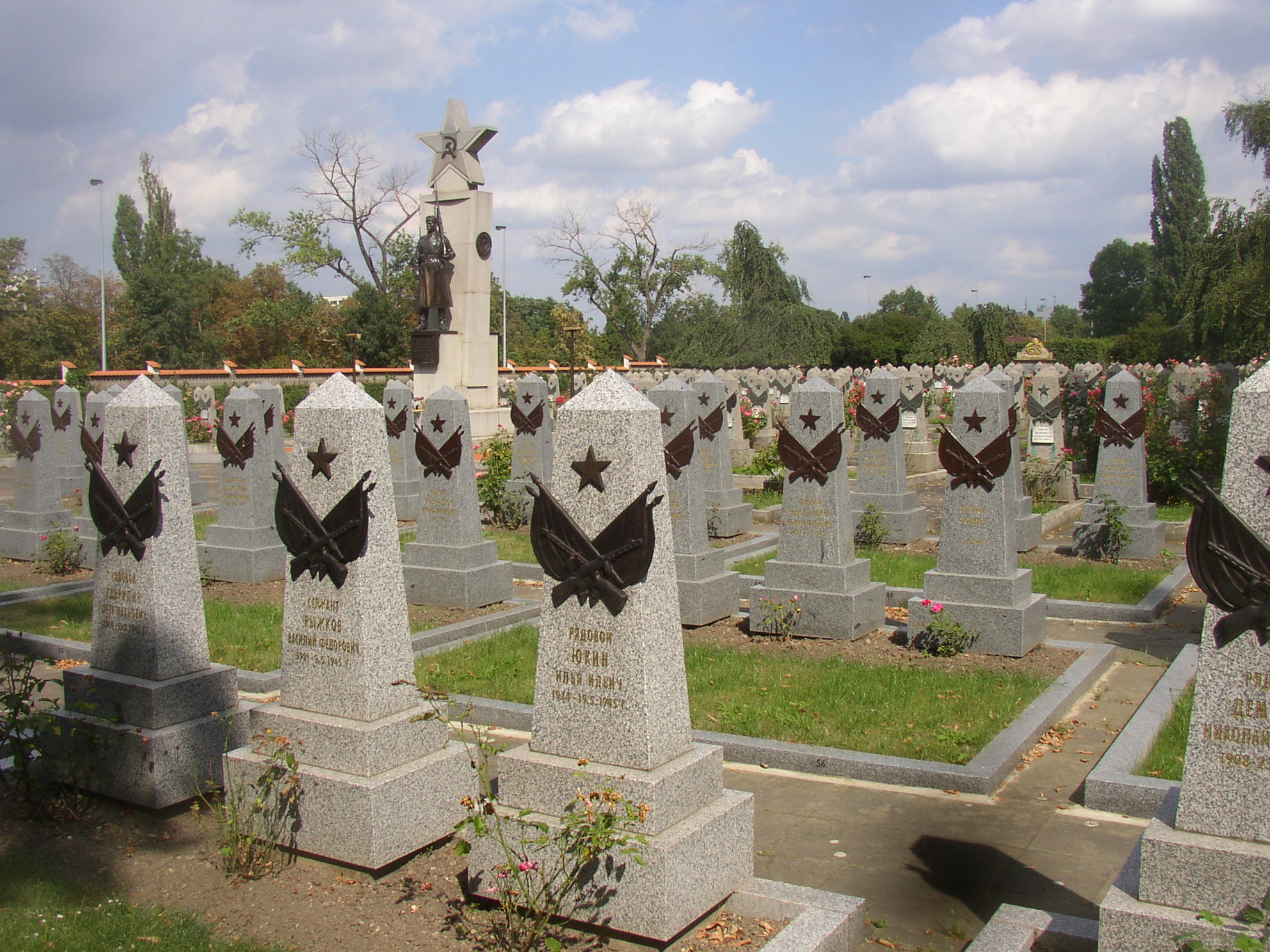
Pohřebiště Rudé armády na Olšanských hřbitovech

Případ Olšanské hřbitovy má být jedním z posledních zpolitizovaných soudních procesů v Československu. Veden byl proti tzv. záškodníkům z Olšanských hřbitovů. Proběhl v době od 13. června do 7. července roku 1988 u Městského soudu v Praze.
Rozsudky, které v něm padly, jsou podle názoru některých publicistů příkladem, jak za silné mediální prezentace rozhodovali soudci ve zpolitizovaných procesech pod vlivem Státní bezpečnosti a v souladu se zájmy tehdejší Komunistické strany Československa. Účelem bylo zastrašení opozičních proudů v československé společnosti na konci 80. let 20. století. Faktem je, že trestní senát prvostupňového soudu pod předsednictvím JUDr. Fremra rozhodl proti „nepřátelům socialistického státního a společenského zřízení“.

## Vyšetřování
Hlavnímu líčení předcházelo vyšetřování Státní bezpečnosti trojice obviněných ve věku 17 až 18 let, přičemž k vynucení doznání údajné protistátní motivace trestné činnosti mělo být podle vyjádření jednoho z nich použito masivního fyzického i psychického nátlaku ve vazební věznici Praze-Ruzyně. K vyšetřování došlo na základě vandalského činu na čestném pohřebišti sovětských a bulharských vojáků na Olšanských hřbitovech, při kterém neznámí pachatelé v noci z 30. na 31. května 1987 povalili na tři desítky pomníků a sochu ženy a zničili kalich věčného ohně u společného hrobu. Po několikadenním pátrání byli zatčeni Petr Havelka, Antonín Mundok a také Alexandr Eret, z nich nejstarší, který činu neměl být přítomen, ale vůči zbylým dvěma měl vystupovat jako „duchovní vůdce“. Na základě provedeného vyšetřování pak bylo zjištěno, že se všichni měli už dříve dopouštět rozsáhlé trestné činnosti, zejména se měli opakovaně pokusit o vykolejení vlaku, zakládat požáry, ničit veřejný majetek a v neposlední řadě propagovat fašismus. Už po zjištění vandalského aktu byly v denním tisku zveřejňovány rozhořčené reakce veřejnosti, mediální zájem nepolevil ani v průběhu soudního procesu.

## Soudní proces
Obžalováni byli z trestného činu záškodnictví, nedovoleného ozbrojování, hanobení republiky a jejího představitele, podpory a propagace fašismu, rozkrádání a poškozování majetku v socialistickém vlastnictví, poškozování a ohrožování provozu obecně prospěšného zařízení, poškozování cizí věci a šíření poplašné zprávy. Mundok a Eret navíc také z pohlavního zneužívání. Mediálně sledovaný soudní proces trval u Městského soudu v Praze celkem čtyři týdny, předsedou pětičlenného trestního senátu byl JUDr. Robert Fremr, a 7. července 1988 padl rozsudek. Antonín Mundok byl odsouzen na 8 let odnětí svobody a jeden rok ochranného dohledu, mladistvý Petr Havelka na 5 let odnětí svobody a Alexandr Eret na 6,5 roku odnětí svobody, jeden rok ochranného dohledu a kvůli prokázanému pokusu o znásilnění navíc k ústavnímu ochrannému sexuologickému léčení.
Jak vyplynulo z odsuzujícího rozsudku, vandalství na Olšanských hřbitovech se účastnili jen Mundok s Havelkou. Toho večera popíjeli v Kladně, poté se vrátili do Prahy a cestou městem náhodně ničili vše, co jim přišlo do cesty, zapalovali popelnice apod. Ve své destruktivní činnosti pokračovali také na čestném pohřebišti, kam se náhodou dostali, a rovněž poté, co jej opustili. Potrestáni však byli i za své předchozí aktivity, kdy se dlouhodobě měli pokoušet vykolejit několik vlaků, ničit vlakové soupravy či dopravní značky, vloupávat se do telefonních automatů i šatních skříněk u bazénu, zapálit např. klubovnu turistického oddílu, drážní domek nebo stánek s občerstvením atd. Role Alexandra Ereta byla popsána jen jako návodná a povzbuzující, zároveň ale měl jako potomek Němce, který se v roce 1979 vystěhoval do Rakouska, oba indoktrinovat myšlenkami Třetí říše o nadřazenosti nordické rasy a kultu násilí. Všichni tak údajně měli ideologickou motivaci působit ničivě proti celé tehdejší československé společnosti.
Odvolací senát Nejvyššího soudu České socialistické republiky, jemuž předsedal soudce JUDr. Pavel Janda, rozsudek městského soudu 31. ledna 1989 zrušil a sám ve věci rozhodl. Ovšem jen proto, aby zpřísnil uložené tresty, u Havelky sice trest ponechal na maximální sazbě 5 let odnětí svobody pro mladistvého, ale u Mundoka jej zvýšil na 10 let a u Ereta na 7 let. Odsouzený Alexandr Eret svou vinu i nadále popíral, jeho přiznání měla být vynucena psychickým i fyzickým nátlakem osob, se kterými sdílel vazební celu, ale žádosti o milost v roce 1990 prezident republiky nevyhověl.